# Хамді аль-Баджаджі
Хамді аль-Баджаджі (араб. حمدي الباجه جي; 1886 — 28 березня, 1948) — іракський політик, прем'єр-міністр країни від червня 1944 до лютого 1946 року.

## Життєпис
Вивчав право у Королівській школі Стамбула, яку закінчив 1909 року. Після цього (1913—1916) навчався у Багдадській правничій школі. Ще у Стамбулі він приєднався до арабського націоналістичного руху. Після повернення на батьківщину приєднався до багдадських націоналістів, які прагнули до звільнення з-під османського панування. 1920 року за свою діяльність був заарештований та засланий на острів Ханджа, що у Перській затоці.
1925 року почав співпрацювати з Абд аль-Мухсін ас-Саадуном, виконував обов'язки міністра з питань вакф в одному з кабінетів останнього. Після 1926 року надовго відійшов від політики та зосередився на сільськогосподарському бізнесі. Утім вже 1935 року він був обраний до парламенту, але не відігравав у ньому значної ролі. 1941 року обіймав посаду міністра соціальної політики, а 1943 був обраний головою Підприємницької палати.
1944 року замінив Нурі аль-Саїда на посту глави уряду після суперечок останнього з регентом Абдель Іллахом. Державна політика не надто змінилась після приходу до влади аль-Баджаджі, але разом з тим дещо пом'якшилась цензура засобів масової інформації.
1948 року, під час арабо-ізраїльської війни, Баджаджі був призначений на посаду міністра закордонних справ у кабінеті Саїда Мухаммада ас-Садра. Його повноваження були нетривалими — 28 березня того ж року аль-Баджаджі помер через серцевий напад.